# 源寿院
源寿院（げんじゅいん）は、東京都葛飾区にある浄土宗系の単立寺院。

## 歴史
創建年代は不明である。ただ開山の円海残応が1604年（慶長9年）の寂であることから、16世紀後半に創建されたものと推測される.。
元々は浅草元鳥越に位置していたが、1645年（正保2年）に新鳥越に移転した。
1923年（大正12年）の関東大震災で伽藍が全焼したため、1927年（昭和2年）に現在地に移転した。現在の本堂は、1968年（昭和43年）に造営されたものである。

## 交通アクセス
- 京成立石駅より徒歩6分（経路案内）。
- 青砥駅より徒歩7分（経路案内）。